# محمد أديب محمد آدم
محمد أديب محمد آدم (12 فبراير 1941 - 21 سبتمبر 2022) سياسي ماليزي، شغل منصب الرئيس الخامس لوزراء ملقا من يوليو 1978 إلى أبريل 1982، ووزير التنمية الريفية والتعاونيات وريادة الأعمال من عام 1984 إلى عام 1986 ووزير الإعلام من عام 1982 حتى عام 1984. كان عضوًا في المنظمة الوطنية الماليزية المتحدة وهو حزب مكون من ائتلاف باريسان الوطني، وعضو في حزب السكان الأصليين المتحد الماليزي وهو حاليًا حزب مكون من التحالف الوطني وتحالف باكاتان هارابان سابقًا.

## السياسة
بعد فوز أديب بمقعد أير باناس في مجلس ولاية ملقا في الانتخابات العامة لعام 1978 اختاره رئيس الوزراء تون حسين أون ليحل محل داتوك سيتيا حاج عبد الغني علي كرئيس وزراء جديد لمدينة ملقا. كان يبلغ من العمر 37 عامًا فقط وشغل منصب رئيس الوزراء لمدة أربع سنوات من 11 يوليو 1978 إلى 26 أبريل 1982. ثم حل محله تان سري عبد الرحيم ثامبي شيك في عام 1982 من قبل الدكتور مهاتير محمد الذي أصبح رئيس الوزراء الجديد في وقت سابق من عام 1981.
تنافس أديب على المقعد البرلماني في ألور جاجا بملقا في الانتخابات العامة اللاحقة عام 1982 وفاز ليصبح عضوًا في البرلمان. ثم تم اختياره وزيرا للإعلام ليحل محل داتو محمد رحمت الذي تم تعيينه سفيرا في جاكرتا بإندونيسيا. وقد عمل في تلك الوزارة لمدة عامين (1982-1984) قبل أن يتم تعيينه وزيراً للتنمية الريفية والتعاونيات وريادة الأعمال (1984-1986).